# Riekiella yoota
Riekiella yoota är en tvåvingeart som beskrevs av Kelsey 1987. Riekiella yoota ingår i släktet Riekiella och familjen fönsterflugor. Inga underarter finns listade i Catalogue of Life.